# Opalia funiculata
Opalia funiculata är en snäckart som först beskrevs av Carpenter 1857.  Opalia funiculata ingår i släktet Opalia och familjen vindeltrappsnäckor. Inga underarter finns listade i Catalogue of Life.